# Venus und Adonis (Držić)
Venus und Adonis (serbokroatisch Venere i Adon) ist ein kurzes Schäferspiel mit Elementen einer Bauernfarce von Marin Držić. Der vollständige Titel lautet im Erstdruck Pripovijes kako se Venere božica užeže u ljubav lijepoga Adona u komediju stavljena („Die als Komödie dargestellte Geschichte, wie die Göttin Venus in Liebe für den schönen Adonis entbrennt“). Das Stück wurde 1551 anlässlich einer Hochzeitsfeier in Dubrovnik uraufgeführt und im selben Jahr gedruckt.

## Handlung

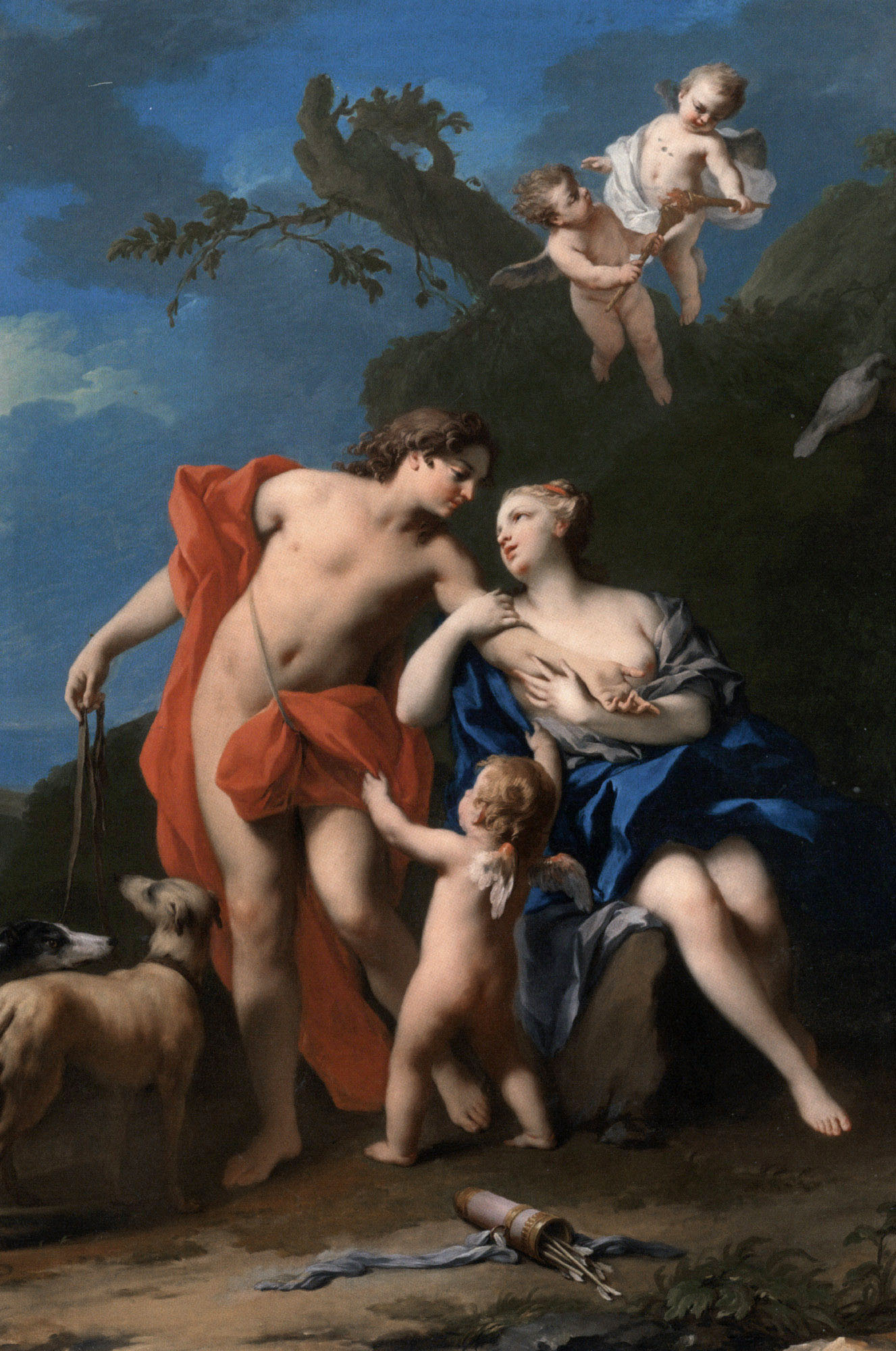
Jacopo Amigoni: Venus und Adonis, ca. 1730

Das Stück spielt am selben locus amoenus wie der Vorgänger Tirena. Auch hier ergänzt Držić das klassisch-mythologische Personal mit Bauern (vlasi), allerdings durchmischen sich die beiden Gruppen nicht und bleiben szenisch im Sinne eines „Theaters im Theater“ bzw. fiktionalen Metadramas getrennt.
Die Eingangsszene macht etwa einen Drittel des ganzen Dramas aus. Noch bevor sich der Vorhang zur Bühne hebt, treffen im Proszenium Bauern aufeinander und unterhalten sich in einer derben Sprache voller Schimpfwörter wie svinja uscana „bepisstes Schwein“, govno „Scheiße“, kurvin „Huren-“ etc. Der betrunkene Vukodlak („Werwolf“) kommt gerade vom Schmaus der realen Hochzeit, an der das Stück gegeben wurde, und stimmt ein Loblied auf den Wein an. Der junge Grubiša ist mit seinem Onkel Kojak und seiner Mutter Vlade auf dem Weg nach Dubrovnik, um sich eine Städterin zur Frau zu nehmen. Niemand von den anderen ist angetan von dieser Idee, vor allem die Mutter ereifert sich über die schlechten Schwiegertöchter. Der Vorhang öffnet sich.
In den folgenden drei Szenen entfaltet sich – diesmal im erhabenen Stil – die eigentliche Handlung auf der Bühne. Die Liebesgöttin Venus tritt mit Nymphen und Satyrn im Gefolge auf. Die Nymphen besingen die Göttin, die ihnen von ihrer unglücklichen Liebe zum sterblichen Jüngling Adonis erzählt, für den sie die Göttersphäre verlassen hat, obwohl er ihr Verlangen nicht erwidert. Sie weist ihren Sohn Cupido an, ihn in Liebesbande zu verstricken und mit seinem Pfeil zu treffen, auf dass er ihr gewogen werde. Cupido verspricht es ihr und der Vorhang schließt sich wieder.
In der fünften Szene kommentieren die verdutzten Bauern das Gesehene. Sie wissen nicht, ob sie wachen oder träumen. Grubiša ist von der schönen Göttin entzückt und will ihr als Sklave nachfolgen. Die Mutter ist über dieses Vorhaben entsetzt und Vukodlak meint ironisch, dass Grubišas arme Braut Maruša bittere Tränen weinen werde, während er sich mit den Nymphen vergnüge.
Es folgen zwei weitere Szenen auf der Bühne. Ein Satyr tanzt mit einer Nymphe, fünf weitere Satyrn treten auf und wollen die Nymphe erhaschen. Es kommt zum Kampf mit dem ersten Satyr, der seine Nymphe erfolgreich verteidigt. Dann kommt Adonis, müde von der Jagd, und legt sich schlafen. Cupido fesselt den Ruhenden mit einem Liebesseil. Als Adonis erwacht, wird er vom Pfeil des Cupido getroffen und verliebt sich in Venus. Diese befreit ihn aus den Banden und schwört ihm ewige Liebe. Der Vorhang fällt.
Die letzte Szene gehört noch einmal den Bauern, denen es an diesem Ort nicht mehr geheuer ist. Sie wollen lieber wieder aufs Land zurückkehren. Kojak erinnert daran, dass hier bereits Miljenko und Radat (Figuren aus Tirena) dem Liebeswahn verfallen sind. Vukodlak mahnt alle zum Aufbruch und lädt sie zum Hochzeitsmahl ein.

## Geschichte
Držić schrieb Venus und Adonis für die Hochzeitsfeier 1551 von Vlaho Nikolin Držić und Marija Sinčićević Allegretti, an der das Stück zusammen mit Tirena aufgeführt wurde. Bis vor Kurzem lag es nur in Drucken von 1607 und 1630 vor. Erst 2007 wurde in der Biblioteca Nazionale Braidense in Mailand der Originaldruck von 1551 mit dem Titel Piesni Marina, darxichia viedno stavgliene smnosim drvsim liepim stvarmi („Gedichte von Marin Držić, aufgesetzt zusammen mit vielen anderen schönen Stücken“) entdeckt, der nebst 24 Gedichten und der Farce Novela od Stanca auch Venus und Adonis enthält.
Die erste moderne Ausgabe besorgte der Philologe Franjo Petračić 1875 im Rahmen der Gesamtausgabe in der Reihe „Altkroatische Schriftsteller“ (Stari pisci hrvatski) der Kroatischen Akademie der Wissenschaften und Künste.
Venus und Adonis wurde von allen überlieferten Stücken Držićs als letztes in einer modernen Aufführung gezeigt. Am 5. Juli 1983 zeigte das Jugendtheater Zagreb zusammen mit dem Theater &TD bei einem Gastspiel in Zadar eine Bearbeitung des Stücks. Držićs Originaltext wurde bislang noch nie inszeniert.

## Form

### Vers
Venus und Adonis ist grundsätzlich in paargereimten Dodekasyllaben (Zwölfsilblern) verfasst, die nach den ersten 6 Silben zusätzlich gereimt werden (Zäsurreim). Nur an zwei Stellen weicht Držić davon ab, indem er in kreuzgereimten Achtsilblern schreibt: in der ersten Szene bei vier Versen von Vukodlak (V. 66–69: Pijem vince bez vodice; / voda mi je bistra mila, / gdi ma ljubi mije lice, / kad je od ruže venčac svila) und in der zweiten Szene bei vier Versen der Satyrn (V. 163–166: Pojte sada vi pjesance, / gorske vile, a mi ćemo / po travici vodit tance; / nu vas prvo da čujemo).

### Genre
Wilhelm Creizenach wies 1901 darauf hin, dass die Dubrovniker Schäferspiele, darunter auch Držićs Tirena und Venus und Adonis, stark von den Spielen der Congrega dei Rozzi aus Siena beeinflusst waren, die ebenfalls mit „Zauberkünsten, Tänzen und komischen Intermezzi“ angereichert waren. Danilo Živaljević nannte das Stück zur gleichen Zeit ein Melodram. Leo Košuta widersprach diesen Einordnungsversuchen 1961. Venus und Adonis vereine zwei verschiedene Genres: das mythologisch-allegorische Drama (im Geschehen auf der Bühne) mit der Bauernfarce (im Proszenium).